# Saint-Louis-et-Parahou
Saint-Louis-et-Parahou är en kommun i departementet Aude i regionen Occitanien  i södra Frankrike. Kommunen ligger  i kantonen Quillan som ligger i arrondissementet Limoux. År 2022 hade Saint-Louis-et-Parahou 53 invånare.

## Befolkningsutveckling
Antalet invånare i kommunen Saint-Louis-et-Parahou
Referens: INSEE